# Mathias Wieman
Mathias Wieman, all'anagrafe Carl Heinrich Franz Mathias Wieman (Osnabrück, 23 giugno 1902 – Zurigo, 3 dicembre 1969), è stato un attore tedesco, attivo sia nel cinema muto che nel teatro.

## Biografia

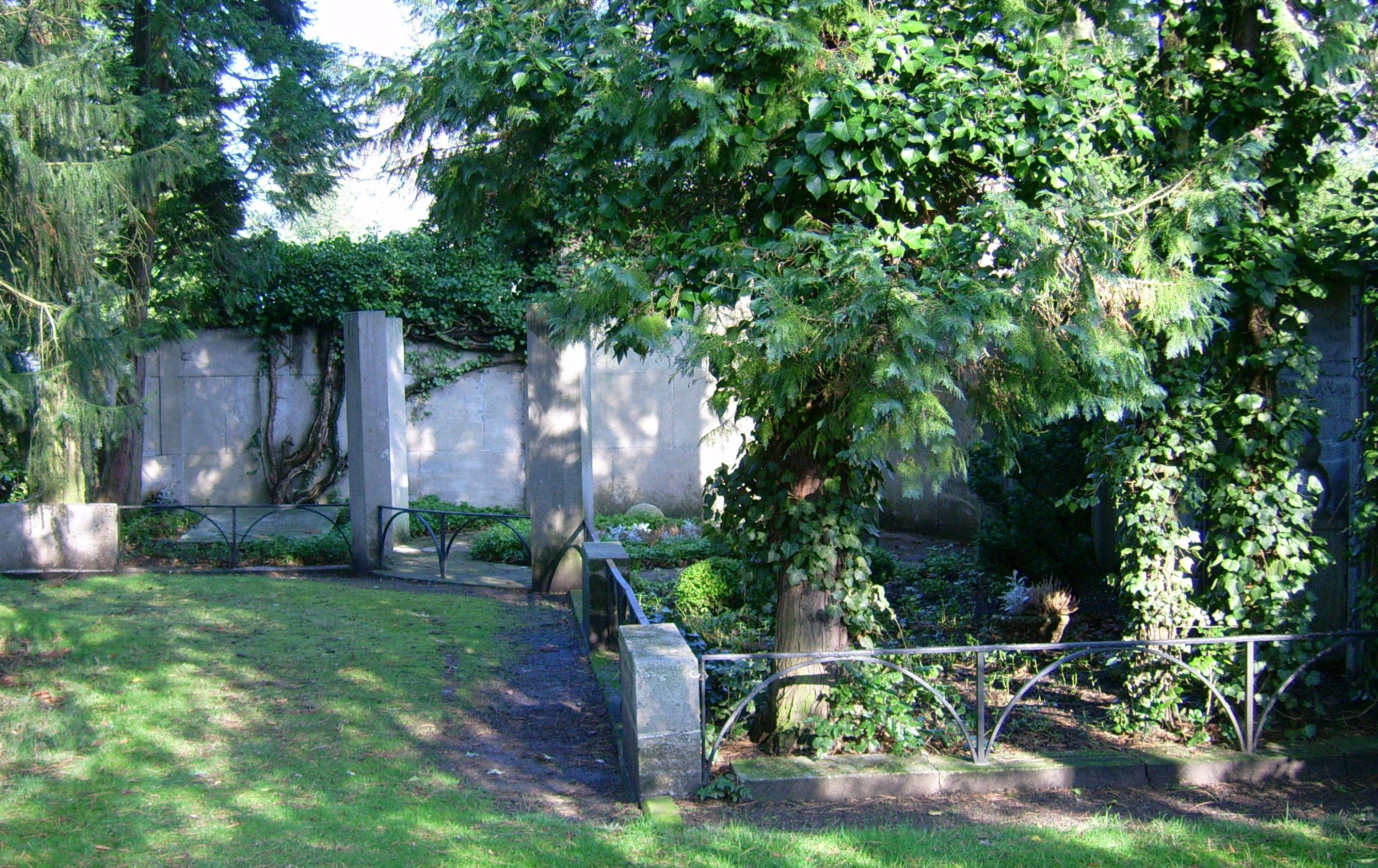
La tomba della famiglia Wieman nella 4ª sezione del cimitero di San Giovanni a Osnabrück

Figlio unico dell'avvocato Carl Philipp Anton Wieman e di sua moglie Louise, nonché nipote dello scrittore Bernard Wieman, crebbe a Osnabrück, quindi la sua famiglia si trasferì prima a Wiesbaden e poi a Berlino, dove il giovane Carl sviluppò la sua passione per il volo e l'ambizione di diventare pilota e disegnatore di velivoli. 
Frequentò il ginnasio Schiller e studia filosofia e storia dell'arte a Berlino per quattro semestri. Intraprese la carriera di attore presso il celebre Deutsches Theater di Max Reinhardt, dove studiò per tre mesi.
Nei primi anni venti entrò a far parte di una compagnia di teatro all'aperto dove conobbe il futuro regista Veit Harlan ed ebbe come colleghi Erika Meingast (che sposò nel 1926), Marlene Dietrich, Dora Gerson e Max Schreck (il vampiro di Nosferatu). Successivamente fece il suo ingresso nel mondo del cinema muto.
In seguito, debuttò nel cinema sonoro, con alcune partecipazioni a pellicole come Feme (1927), diretta da Richard Oswald, Königin Luise (1927) di Karl Grune e Terra senza donne (1929) di Carmine Gallone. Di questo film che segnò il suo vero debutto nel cinema sonoro, ebbe a dire:
(Reinhard Krollage: Mathias Wieman - Bühnen und Filmschauspieler, Rezitator, 2002)
Nel 1930 apparve al fianco di Leni Riefenstahl nella pellicola Tempesta sul Monte Bianco del regista Arnold Fanck, mentre nel 1932 venne diretto dalla stessa Riefenstahl, passata alla regia, nella pellicola La bella maledetta. All'apice della sua carriera cinematografica che abbraccia tutti gli anni venti, Wiemann fu protagonista di pellicole come L'uomo senza nome, L'Atlantide e La contessa di Montecristo. Nel '34 fu presentato in anteprima il suo adattamento cinematografico della novella Der Schimmelreiter di Theodor Storm.
Nel 1936, in pieno regime nazista, Wieman fu incaricato dal Ministro della Propaganda del Reich Joseph Goebbels di essere il produttore dello spettacolo Frankenburger Würfelspiel, su sceneggiatura dell'autore Eberhard Wolfgang Möller, sottoposto di Goebbels, la cui prima venne rappresentata ai Giochi olimpici di Berlino del 1936. Nel 1937 raggiunse fama a livello internazionale per la sua interpretazione nel film La maschera eterna, per la regia di Werner Hochbaum. La pellicola fu infatti premiata dalla National Board of Review Awards 1937 e venne candidata alla 3ª Mostra internazionale d'arte cinematografica di Venezia. Sempre nello stesso anno Wieman fu nominato dal Terzo Reich Staatsschauspieler (attore di Stato), titolo che nella Germania nazista stava a indicare l'onorificenza più alta che potesse essere attribuita a un attore teatrale. La vita e l'operato di Wieman durante l'era nazista sono argomenti molto complessi che non è facile evadere con pochi giudizi sommari; potrebbe per questo risultare molto utile la testimonianza diretta del regista teatrale Leopold Lindtberg.
Degna di nota è la sua partecipazione al famigerato film Io accuso del 1941, che promuoveva propagandisticamente l'omicidio di massa di persone malate da parte dei nazionalsocialisti. La proiezione del film è ancora vietata nella Repubblica Federale Tedesca nel 2024. Wiemann è stato inserito nell'elenco delle persone che nel 1944 furono graziate dal Ministero del Reich per l'Illuminazione e la Propaganda Popolare.
Wieman lavorò spesso anche come recitatore alla radio, presentando principalmente poesie tedesche su registrazioni. Ne sono un esempio l'ampia serie di programmi Schatzkästlein sul canale nazionalsocialista Deutschlandsender e Goethe erzählt sein Leben per la radio di Amburgo (per il quale diresse anche singoli episodi) e successivamente la serie di dischi Mathias Wiemans kleine Diskothek. Wieman ha anche recitato su disco ampi estratti dell'Odissea di Omero. È noto il suo ruolo di narratore in due registrazioni di Pierino e il lupo di Prokofiev, realizzate nel 1950 con i Berliner Philharmoniker diretti da Fritz Lehmann e, nel 1962, con l'Orchestre National de France diretta da Lorin Maazel. Wieman fu anche un ricercato testimonial pubblicitario negli anni Sessanta, anche per la marca di brandy Asbach Uralt con lo sloogan "Quando ti capitano tante cose belle...".
Fece la sua ultima apparizione sul palcoscenico il 19 novembre 1969 nel ruolo del pastore Manders in Gespenster (Fantasmi) di Henrik Ibsen al Teatro Thalia di Amburgo. Morì tre settimane dopo un'operazione all'addome a Zurigo. La moglie Erika Meingast gli sopravvisse di tre anni. Le urne di entrambi sono state sepolte nella tomba di Wieman nel cimitero di San Giovanni a Osnabrück.

## Filmografia
- Freies Volk , regia di Martin Berger (1925)
- Potsdam, das Schicksal einer Residenz, regia di Hans Behrendt (1927)
- Der Sohn der Hagar, regia di Fritz Wendhausen (1927)
- Mata Hari, die rote Tänzerin , regia di Friedrich Fehér (1927)
- Königin Luise, 1. Teil - Die Jugend der Königin Luise, regia di Karl Grune
- Feme, regia di Richard Oswald (1927)
- Der fidele Bauer, regia di Franz Seitz (1927)[3]
- Königin Luise, 2. Teil, regia di Karl Grune (1928)
- Die Durchgängerin, regia di Hanns Schwarz (1928)
- Unter der Laterne, regia di Gerhard Lamprecht (1928)
- Tagebuch einer Kokotte , regia di Constantin J. David (1929)
- Terra senza donne (Das Land ohne Frauen), regia di Carmine Gallone (1929)
- Rosenmontag, regia di Hans Steinhoff (1930)
- Tempesta sul Monte Bianco  (Stürme über dem Mont Blanc), regia di Arnold Fanck (1930)
- Zum goldenen Anker, regia di Alexander Korda
- La bella maledetta (Das blaue Licht), regia di Leni Riefenstahl e, non accreditato, Béla Balázs (1932)
- La contessa di Montecristo (Die Gräfin von Monte-Christo), regia di Karl Hartl (1932)
- L'Atlantide  (Die Herrin von Atlantis) , regia di Georg Wilhelm Pabst (1932)
- L'uomo senza nome (Mensch ohne Namen), regia di Gustav Ucicky (1932)
- The Mistress of Atlantis, regia di G.W. Pabst (1932)
- Anna ed Elisabetta (Anna und Elisabeth), regia di Frank Wisbar (come Frank Wysbar) (1933)
- Fräulein Hoffmanns Erzählungen , regia di Carl Lamac (1933)
- Das verliebte Hotel , regia di Carl Lamac (1933)
- Der Schimmelreiter , regia di Hans Deppe e Curt Oertel (1934)
- Achtung! Wer kennt diese Frau? , regia di Franz Seitz (1934)
- Das verlorene Tal , regia di Edmund Heuberger (1934)
- Klein Dorrit, regia di Carl Lamac (1935)
- Vorstadtvariete , regia di Werner Hochbaum (1935)
- La maschera eterna (Die ewige Maske), regia di Werner Hochbaum (1935)
- Viktoria, regia di Carl Hoffmann (1935)
- Togger, regia di Jürgen von Alten (1937)
- Patrioten, regia di Karl Ritter (1937)
- Battaglione d'assalto (Unternehmen Michael), regia di Karl Ritter (1937)
- Anna Favetti , regia di Erich Waschneck (1938)
- Die Hochzeitsreise, regia di Karl Ritter (1939)
- I cadetti di Smolenko (Kadetten), regia di Karl Ritter (1939)
- Io accuso (Ich klage an), regia di Wolfgang Liebeneiner (1941)
- La donna dai due volti (Das andere Ich), regia di Wolfgang Liebeneiner (1941)
- Paracelsus, regia di Georg Wilhelm Pabst (1943)
- Man rede mir nicht von Liebe, regia di Erich Engel (1943)
- Träumerei, regia di Harald Braun (1944)
- Das Herz muß schweigen , regia di Gustav Ucicky (1944)
- Wie sagen wir es unseren Kindern? , regia di Hans Deppe (1949)
- Wenn eine Frau liebt, regia di Wolfgang Liebeneiner (1950)
- Melodie des Schicksals, regia di Hans Schweikart (1950)
- Herz der Welt, regia di Harald Braun (1952)
- Ferientage - einmal anders, regia di Walter Pindter (1952)
- Quando mi sei vicino  (Solange Du da bist), regia di Harald Braun (1953)
- Königliche Hoheit, regia di Harald Braun (1953)
- Eine Liebesgeschichte, regia di Rudolf Jugert (1954)
- Der letzte Sommer, regia di Harald Braun (1954)
- La paura, regia di Roberto Rossellini (1954)
- Reifende Jugend, regia di Ulrich Erfurth (1955)
- S.O.S. Lutezia (Si tous les gars du monde...), regia di Christian-Jaque (1956)
- Die Ehe des Dr. med. Danwitz , regia di Arthur Maria Rabenalt (1956)
- Le avventure di Robinson (Robinson soll nicht sterben), regia di Josef von Báky (1957)
- Wetterleuchten um Maria, regia di Luis Trenker (1957)
- Der Sittlichkeitsverbrecher, regia di Franz Schnyder (1963)
- Erotikon - Karussell der Leidenschaften, regia di Bostjan Hladnik (1963)
- Geld und Geist, regia di Franz Schnyder (1964)

## Premi e riconoscimenti
- 1958: Medaglia Justus Möser della città di Osnabrück.[4]